# WTA-toernooi van Birmingham
Het WTA-toernooi van Birmingham is een jaarlijks terugkerend tennistoernooi voor vrouwen dat wordt georganiseerd in de Britse stad Birmingham. De officiële naam van het toernooi was laatstelijk Rothesay Classic.
De WTA organiseert het toernooi dat van 2014 tot en met 2019 in de categorie "Premier" viel, en in de periode 2021–2024 in de categorie "WTA 250" – het wordt gespeeld op de grasbanen van de Edgbaston Priory Club. De eerste editie werd in 1982 gehouden.
In 2025 degradeerde het toernooi naar categorie WTA 125.

## Officiële toernooinamen
Het toernooi heeft meerdere namen gekend, afhankelijk van de hoofdsponsor:
- 1982–1986: Edgbaston Cup
- 1987–1992: Dow (Chemical) Classic
- 1993–2008: DFS Classic
- 2009–2017: Aegon Classic
- 2018–2019: Nature Valley Classic
- 2021: Viking Classic
- 2022–2024: Rothesay Classic
- 2025: Lexus Birmingham Open

## Meervoudig winnaressen enkelspel
| speelster             | aantal titels | in de jaren |
| --------------------- | ------------- | ----------- |
| Pam Shriver           | 4             | 1984–1987   |
| Billie Jean King      | 2             | 1982, 1983  |
| Martina Navrátilová   | 2             | 1989, 1991  |
| Zina Garrison Jackson | 2             | 1990, 1995  |
| Lori McNeil           | 2             | 1993, 1994  |
| Nathalie Tauziat      | 2             | 1997, 2001  |
| Maria Sjarapova       | 2             | 2004, 2005  |
| Petra Kvitová         | 2             | 2017, 2018  |

## Finales

### Enkelspel
| Datum      | Naam                                       | Cat.                                       | ($)                                        | Ondergrond                                 | Winnares                                                | Verliezend finaliste                                    | Uitslag                                                 |                                            |
| ---------- | ------------------------------------------ | ------------------------------------------ | ------------------------------------------ | ------------------------------------------ | ------------------------------------------------------- | ------------------------------------------------------- | ------------------------------------------------------- | ------------------------------------------ |
| 1982-06-07 | Edgbaston Cup                              |                                            | 100.000                                    | gras, buiten                               | Billie Jean King                                        | Rosalyn Fairbank                                        | 6-2, 6-1                                                | details                                    |
| 1983-06-06 | Edgbaston Cup                              |                                            | 100.000                                    | gras, buiten                               | Billie Jean King                                        | Alycia Moulton                                          | 6-0, 7-5                                                | details                                    |
| 1984-06-11 | Edgbaston Cup                              |                                            | 125.000                                    | gras, buiten                               | Pam Shriver                                             | Anne White                                              | 7-6, 6-3                                                | details                                    |
| 1985-06-10 | Edgbaston Cup                              |                                            | 125.000                                    | gras, buiten                               | Pam Shriver                                             | Betsy Nagelsen                                          | 6-1, 6-0                                                | details                                    |
| 1986-06-09 | Edgbaston Cup                              |                                            | 125.000                                    | gras, buiten                               | Pam Shriver                                             | Manuela Maleeva                                         | 6-2, 7-6                                                | details                                    |
| 1987-06-08 | Dow Chemical Classic                       | Tier V                                     | 150.000                                    | gras, buiten                               | Pam Shriver                                             | Larisa Neiland                                          | 4-6, 6-2, 6-2                                           | details                                    |
| 1988-06-06 | Dow Chemical Classic                       | Tier V                                     | 150.000                                    | gras, buiten                               | Claudia Kohde-Kilsch                                    | Pam Shriver                                             | 6-2, 6-1                                                | details                                    |
| 1989-06-12 | Dow Classic                                | Tier V                                     | 150.000                                    | gras, buiten                               | Martina Navrátilová                                     | Zina Garrison                                           | 7-6, 6-3                                                | details                                    |
| 1990-06-11 | Dow Classic                                | Tier IV                                    | 150.000                                    | gras, buiten                               | Zina Garrison Jackson                                   | Helena Suková                                           | 6-4, 6-1                                                | details                                    |
| 1991-06-10 | Dow Classic                                | Tier IV                                    | 150.000                                    | gras, buiten                               | Martina Navrátilová                                     | Natallja Zverava                                        | 6-4, 7-6                                                | details                                    |
| 1992-06-08 | Dow Classic                                | Tier IV                                    | 150.000                                    | gras, buiten                               | Brenda Schultz                                          | Jenny Byrne                                             | 6-2, 6-2                                                | details                                    |
| 1993-06-07 | DFS Classic                                | Tier III                                   | 150.000                                    | gras, buiten                               | Lori McNeil                                             | Zina Garrison Jackson                                   | 6-4, 2-6, 6-3                                           | details                                    |
| 1994-06-06 | DFS Classic                                | Tier III                                   | 150.000                                    | gras, buiten                               | Lori McNeil                                             | Zina Garrison Jackson                                   | 6-2, 6-2                                                | details                                    |
| 1995-06-12 | DFS Classic                                | Tier III                                   | 161.250                                    | gras, buiten                               | Zina Garrison Jackson                                   | Lori McNeil                                             | 6-3, 6-3                                                | details                                    |
| 1996-06-10 | DFS Classic                                | Tier III                                   | 164.250                                    | gras, buiten                               | Meredith McGrath                                        | Nathalie Tauziat                                        | 2-6, 6-4, 6-4                                           | details                                    |
| 1997-06-09 | DFS Classic                                | Tier III                                   | 164.250                                    | gras, buiten                               | Nathalie Tauziat                                        | Yayuk Basuki                                            | 2-6, 6-2, 6-2                                           | details                                    |
| 1998-06-08 | DFS Classic                                | Tier III                                   | 164.250                                    | gras, buiten                               | Halve finale en finale zijn niet gespeeld, wegens regen | Halve finale en finale zijn niet gespeeld, wegens regen | Halve finale en finale zijn niet gespeeld, wegens regen | details                                    |
| 1999-06-07 | DFS Classic                                | Tier III                                   | 180.000                                    | gras, buiten                               | Julie Halard-Decugis                                    | Nathalie Tauziat                                        | 6-2, 3-6, 6-4                                           | details                                    |
| 2000-06-12 | DFS Classic                                | Tier III                                   | 170.000                                    | gras, buiten                               | Lisa Raymond                                            | Tamarine Tanasugarn                                     | 6-2, 6-7, 6-4                                           | details                                    |
| 2001-06-11 | DFS Classic                                | Tier III                                   | 170.000                                    | gras, buiten                               | Nathalie Tauziat                                        | Miriam Oremans                                          | 6-3, 7-5                                                | details                                    |
| 2002-06-10 | DFS Classic                                | Tier III                                   | 170.000                                    | gras, buiten                               | Jelena Dokić                                            | Anastasija Myskina                                      | 6-2, 6-3                                                | details                                    |
| 2003-06-09 | DFS Classic                                | Tier III                                   | 170.000                                    | gras, buiten                               | Magdalena Maleeva                                       | Shinobu Asagoe                                          | 6-1, 6-4                                                | details                                    |
| 2004-06-07 | DFS Classic                                | Tier III                                   | 170.000                                    | gras, buiten                               | Maria Sjarapova                                         | Tatiana Golovin                                         | 4-6, 6-2, 6-1                                           | details                                    |
| 2005-06-06 | DFS Classic                                | Tier III                                   | 200.000                                    | gras, buiten                               | Maria Sjarapova                                         | Jelena Janković                                         | 6-2, 4-6, 6-1                                           | details                                    |
| 2006-06-12 | DFS Classic                                | Tier III                                   | 200.000                                    | gras, buiten                               | Vera Zvonarjova                                         | Jamea Jackson                                           | 7-6, 7-6                                                | details                                    |
| 2007-06-11 | DFS Classic                                | Tier III                                   | 200.000                                    | gras, buiten                               | Jelena Janković                                         | Maria Sjarapova                                         | 4-6, 6-3, 7-5                                           | details                                    |
| 2008-06-09 | DFS Classic                                | Tier III                                   | 200.000                                    | gras, buiten                               | Kateryna Bondarenko                                     | Yanina Wickmayer                                        | 7-6, 3-6, 7-6                                           | details                                    |
| 2009-06-08 | Aegon Classic                              | International                              | 220.000                                    | gras, buiten                               | Magdaléna Rybáriková                                    | Li Na                                                   | 6-0, 7-6                                                | details                                    |
| 2010-06-07 | Aegon Classic                              | International                              | 220.000                                    | gras, buiten                               | Li Na                                                   | Maria Sjarapova                                         | 7-5, 6-1                                                | details                                    |
| 2011-06-06 | Aegon Classic                              | International                              | 220.000                                    | gras, buiten                               | Sabine Lisicki                                          | Daniela Hantuchová                                      | 6-3, 6-2                                                | details                                    |
| 2012-06-11 | Aegon Classic                              | International                              | 220.000                                    | gras, buiten                               | Melanie Oudin                                           | Jelena Janković                                         | 6-4, 6-2                                                | details                                    |
| 2013-06-10 | Aegon Classic                              | International                              | 235.000                                    | gras, buiten                               | Daniela Hantuchová                                      | Donna Vekić                                             | 7-6, 6-4                                                | details                                    |
| 2014-06-09 | Aegon Classic                              | Premier                                    | 710.000                                    | gras, buiten                               | Ana Ivanović                                            | Barbora Záhlavová-Strýcová                              | 6-3, 6-2                                                | details                                    |
| 2015-06-15 | Aegon Classic                              | Premier                                    | 731.000                                    | gras, buiten                               | Angelique Kerber                                        | Karolína Plíšková                                       | 6-7, 6-3, 7-6                                           | details                                    |
| 2016-06-13 | Aegon Classic                              | Premier                                    | 846.000                                    | gras, buiten                               | Madison Keys                                            | Barbora Strýcová                                        | 6-3, 6-4                                                | details                                    |
| 2017-06-19 | Aegon Classic                              | Premier                                    | 885.040                                    | gras, buiten                               | Petra Kvitová                                           | Ashleigh Barty                                          | 4-6, 6-3, 6-2                                           | details                                    |
| 2018-06-18 | Nature Valley Classic                      | Premier                                    | 871.028                                    | gras, buiten                               | Petra Kvitová                                           | Magdaléna Rybáriková                                    | 4-6, 6-1, 6-2                                           | details                                    |
| 2019-06-17 | Nature Valley Classic                      | Premier                                    | 1.006.263                                  | gras, buiten                               | Ashleigh Barty                                          | Julia Görges                                            | 6-3, 7-5                                                | details                                    |
| 2020       | toernooi geannuleerd wegens coronapandemie | toernooi geannuleerd wegens coronapandemie | toernooi geannuleerd wegens coronapandemie | toernooi geannuleerd wegens coronapandemie | toernooi geannuleerd wegens coronapandemie              | toernooi geannuleerd wegens coronapandemie              | toernooi geannuleerd wegens coronapandemie              | toernooi geannuleerd wegens coronapandemie |
| 2021-06-14 | Viking Classic                             | WTA 250                                    | 235.238                                    | gras, buiten                               | Ons Jabeur                                              | Darja Kasatkina                                         | 7-5, 6-4                                                | details                                    |
| 2022-06-13 | Rothesay Classic                           | WTA 250                                    | 251.750                                    | gras, buiten                               | Beatriz Haddad Maia                                     | Zhang Shuai                                             | 5-4, opg.                                               | details                                    |
| 2023-06-19 | Rothesay Classic                           | WTA 250                                    | 259.303                                    | gras, buiten                               | Jeļena Ostapenko                                        | Barbora Krejčíková                                      | 7-6, 6-4                                                | details                                    |
| 2024-06-17 | Rothesay Classic                           | WTA 250                                    | 267.082                                    | gras, buiten                               | Joelija Poetintseva                                     | Ajla Tomljanović                                        | 6-1, 7-6                                                | details                                    |

### Dubbelspel
| Datum      | Naam                                       | Cat.                                       | ($)                                        | Ondergrond                                 | Winnaressen                                                                       | Verliezend finalistes                                                             | Uitslag                                                                           |                                            |
| ---------- | ------------------------------------------ | ------------------------------------------ | ------------------------------------------ | ------------------------------------------ | --------------------------------------------------------------------------------- | --------------------------------------------------------------------------------- | --------------------------------------------------------------------------------- | ------------------------------------------ |
| 1982-06-07 | Edgbaston Cup                              |                                            | 100.000                                    | gras, buiten                               | Jo Durie Anne Hobbs                                                               | Rosie Casals Wendy Turnbull                                                       | 6-3, 6-2                                                                          | details                                    |
| 1983-06-06 | Edgbaston Cup                              |                                            | 100.000                                    | gras, buiten                               | Billie Jean King Sharon Walsh                                                     | Beverly Mould Elizabeth Sayers                                                    | 6-2, 6-4                                                                          | details                                    |
| 1984-06-11 | Edgbaston Cup                              |                                            | 125.000                                    | gras, buiten                               | Leslie Allen Anne White                                                           | Barbara Jordan Elizabeth Sayers                                                   | 7-5, 6-3                                                                          | details                                    |
| 1985-06-10 | Edgbaston Cup                              |                                            | 125.000                                    | gras, buiten                               | Terry Holladay Sharon Walsh-Pete                                                  | Elise Burgin Alycia Moulton                                                       | 6-4, 5-7, 6-3                                                                     | details                                    |
| 1986-06-09 | Edgbaston Cup                              |                                            | 125.000                                    | gras, buiten                               | Elise Burgin Rosalyn Fairbank                                                     | Elizabeth Smylie Wendy Turnbull                                                   | 6-2, 6-4                                                                          | details                                    |
| 1987-06-08 | Dow Chemical Classic                       | Tier V                                     | 150.000                                    | gras, buiten                               | In de loop van de eerste ronde werd het dubbelspeltoernooi afgelast, wegens regen | In de loop van de eerste ronde werd het dubbelspeltoernooi afgelast, wegens regen | In de loop van de eerste ronde werd het dubbelspeltoernooi afgelast, wegens regen | details                                    |
| 1988-06-06 | Dow Chemical Classic                       | Tier V                                     | 150.000                                    | gras, buiten                               | Larisa Neiland Natallja Zverava                                                   | Leila Meschi S Parchomenko                                                        | 6-4, 6-1                                                                          | details                                    |
| 1989-06-12 | Dow Classic                                | Tier V                                     | 150.000                                    | gras, buiten                               | Larisa Neiland Natallja Zverava                                                   | Meredith McGrath Pam Shriver                                                      | 7-5, 5-7, 6-0                                                                     | details                                    |
| 1990-06-11 | Dow Classic                                | Tier IV                                    | 150.000                                    | gras, buiten                               | Larisa Neiland Natallja Zverava                                                   | Lise Gregory Gretchen Magers                                                      | 3-6, 6-3, 6-3                                                                     | details                                    |
| 1991-06-10 | Dow Classic                                | Tier IV                                    | 150.000                                    | gras, buiten                               | Nicole Provis Elizabeth Smylie                                                    | Sandy Collins Elna Reinach                                                        | 6-3, 6-4                                                                          | details                                    |
| 1992-06-08 | Dow Classic                                | Tier IV                                    | 150.000                                    | gras, buiten                               | Lori McNeil Rennae Stubbs                                                         | Sandy Collins Elna Reinach                                                        | 5-7, 6-3, 8-6                                                                     | details                                    |
| 1993-06-07 | DFS Classic                                | Tier III                                   | 150.000                                    | gras, buiten                               | Lori McNeil Martina Navrátilová                                                   | Pam Shriver Elizabeth Smylie                                                      | 6-3, 6-4                                                                          | details                                    |
| 1994-06-06 | DFS Classic                                | Tier III                                   | 150.000                                    | gras, buiten                               | Zina Garrison Jackson Larisa Neiland                                              | Catherine Barclay Kerry-Anne Guse                                                 | 6-4, 6-4                                                                          | details                                    |
| 1995-06-12 | DFS Classic                                | Tier III                                   | 161.250                                    | gras, buiten                               | Manon Bollegraf Rennae Stubbs                                                     | Nicole Bradtke Kristine Radford                                                   | 3-6, 6-4, 6-4                                                                     | details                                    |
| 1996-06-10 | DFS Classic                                | Tier III                                   | 164.250                                    | gras, buiten                               | Elizabeth Smylie Linda Wild                                                       | Lori McNeil Nathalie Tauziat                                                      | 6-3, 3-6, 6-1                                                                     | details                                    |
| 1997-06-09 | DFS Classic                                | Tier III                                   | 164.250                                    | gras, buiten                               | Katrina Adams Larisa Neiland                                                      | Nathalie Tauziat Linda Wild                                                       | 6-2, 6-3                                                                          | details                                    |
| 1998-06-08 | DFS Classic                                | Tier III                                   | 164.250                                    | gras, buiten                               | Els Callens Julie Halard-Decugis                                                  | Lisa Raymond Rennae Stubbs                                                        | 2-6, 6-4, 6-4                                                                     | details                                    |
| 1999-06-07 | DFS Classic                                | Tier III                                   | 180.000                                    | gras, buiten                               | Corina Morariu Larisa Neiland                                                     | Alexandra Fusai Inés Gorrochategui                                                | 6-4, 6-4                                                                          | details                                    |
| 2000-06-12 | DFS Classic                                | Tier III                                   | 170.000                                    | gras, buiten                               | Rachel McQuillan Lisa McShea                                                      | Cara Black Irina Seljoetina                                                       | 6-3, 7-6                                                                          | details                                    |
| 2001-06-11 | DFS Classic                                | Tier III                                   | 170.000                                    | gras, buiten                               | Cara Black Jelena Lichovtseva                                                     | Kimberly Po-Messerli Nathalie Tauziat                                             | 6-1, 6-2                                                                          | details                                    |
| 2002-06-10 | DFS Classic                                | Tier III                                   | 170.000                                    | gras, buiten                               | Shinobu Asagoe Els Callens                                                        | Kimberly Po-Messerli Nathalie Tauziat                                             | 6-4, 6-3                                                                          | details                                    |
| 2003-06-09 | DFS Classic                                | Tier III                                   | 170.000                                    | gras, buiten                               | Els Callens Meilen Tu                                                             | Alicia Molik Martina Navrátilová                                                  | 7-5, 6-4                                                                          | details                                    |
| 2004-06-07 | DFS Classic                                | Tier III                                   | 170.000                                    | gras, buiten                               | Maria Kirilenko Maria Sjarapova                                                   | Lisa McShea Milagros Sequera                                                      | 6-2, 6-1                                                                          | details                                    |
| 2005-06-06 | DFS Classic                                | Tier III                                   | 200.000                                    | gras, buiten                               | Daniela Hantuchová Ai Sugiyama                                                    | Eléni Daniilídou Jennifer Russell                                                 | 6-2, 6-3                                                                          | details                                    |
| 2006-06-12 | DFS Classic                                | Tier III                                   | 200.000                                    | gras, buiten                               | Jelena Janković Li Na                                                             | Jill Craybas Liezel Huber                                                         | 6-2, 6-4                                                                          | details                                    |
| 2007-06-11 | DFS Classic                                | Tier III                                   | 200.000                                    | gras, buiten                               | Chan Yung-jan Chuang Chia-jung                                                    | Sun Tiantian Meilen Tu                                                            | 7-6, 6-3                                                                          | details                                    |
| 2008-06-09 | DFS Classic                                | Tier III                                   | 200.000                                    | gras, buiten                               | Cara Black Liezel Huber                                                           | Séverine Brémond Virginia Ruano Pascual                                           | 6-2, 6-1                                                                          | details                                    |
| 2009-06-08 | Aegon Classic                              | International                              | 220.000                                    | gras, buiten                               | Cara Black Liezel Huber                                                           | Raquel Kops-Jones Abigail Spears                                                  | 6-1, 6-4                                                                          | details                                    |
| 2010-06-07 | Aegon Classic                              | International                              | 220.000                                    | gras, buiten                               | Cara Black Lisa Raymond                                                           | Liezel Huber Bethanie Mattek-Sands                                                | 6-3, 3-2, opg.                                                                    | details                                    |
| 2011-06-06 | Aegon Classic                              | International                              | 220.000                                    | gras, buiten                               | Volha Havartsova Alla Koedrjavtseva                                               | Sara Errani Roberta Vinci                                                         | 1-6, 6-1, [10-5]                                                                  | details                                    |
| 2012-06-11 | Aegon Classic                              | International                              | 220.000                                    | gras, buiten                               | Tímea Babos Hsieh Su-wei                                                          | Liezel Huber Lisa Raymond                                                         | 7-5, 6-7, [10-8]                                                                  | details                                    |
| 2013-06-10 | Aegon Classic                              | International                              | 235.000                                    | gras, buiten                               | Ashleigh Barty Casey Dellacqua                                                    | Cara Black Marina Erakovic                                                        | 7-5, 6-4                                                                          | details                                    |
| 2014-06-09 | Aegon Classic                              | Premier                                    | 710.000                                    | gras, buiten                               | Raquel Kops-Jones Abigail Spears                                                  | Ashleigh Barty Casey Dellacqua                                                    | 7-6, 6-1                                                                          | details                                    |
| 2015-06-15 | Aegon Classic                              | Premier                                    | 731.000                                    | gras, buiten                               | Garbiñe Muguruza Carla Suárez Navarro                                             | Andrea Hlaváčková Lucie Hradecká                                                  | 6-4, 6-4                                                                          | details                                    |
| 2016-06-13 | Aegon Classic                              | Premier                                    | 846.000                                    | gras, buiten                               | Karolína Plíšková Barbora Strýcová                                                | Vania King Alla Koedrjavtseva                                                     | 6-3, 7-6                                                                          | details                                    |
| 2017-06-19 | Aegon Classic                              | Premier                                    | 885.040                                    | gras, buiten                               | Ashleigh Barty Casey Dellacqua                                                    | Chan Hao-ching Zhang Shuai                                                        | 6-1, 2-6, [10-8]                                                                  | details                                    |
| 2018-06-18 | Nature Valley Classic                      | Premier                                    | 871.028                                    | gras, buiten                               | Tímea Babos Kristina Mladenovic                                                   | Elise Mertens Demi Schuurs                                                        | 4-6, 6-3, [10-8]                                                                  | details                                    |
| 2019-06-17 | Nature Valley Classic                      | Premier                                    | 1.006.263                                  | gras, buiten                               | Hsieh Su-wei Barbora Strýcová                                                     | Anna-Lena Grönefeld Demi Schuurs                                                  | 6-4, 6-7, [10-8]                                                                  | details                                    |
| 2020       | toernooi geannuleerd wegens coronapandemie | toernooi geannuleerd wegens coronapandemie | toernooi geannuleerd wegens coronapandemie | toernooi geannuleerd wegens coronapandemie | toernooi geannuleerd wegens coronapandemie                                        | toernooi geannuleerd wegens coronapandemie                                        | toernooi geannuleerd wegens coronapandemie                                        | toernooi geannuleerd wegens coronapandemie |
| 2021-06-14 | Viking Classic                             | WTA 250                                    | 235.238                                    | gras, buiten                               | Marie Bouzková Lucie Hradecká                                                     | Ons Jabeur Ellen Perez                                                            | 6-4, 2-6, [10-8]                                                                  | details                                    |
| 2022-06-13 | Rothesay Classic                           | WTA 250                                    | 251.750                                    | gras, buiten                               | Ljoedmyla Kitsjenok Jeļena Ostapenko                                              | Elise Mertens Zhang Shuai                                                         | walk-over                                                                         | details                                    |
| 2023-06-19 | Rothesay Classic                           | WTA 250                                    | 259.303                                    | gras, buiten                               | Marta Kostjoek Barbora Krejčíková                                                 | Storm Hunter Alycia Parks                                                         | 6-2, 7-6                                                                          | details                                    |
| 2024-06-17 | Rothesay Classic                           | WTA 250                                    | 267.082                                    | gras, buiten                               | Hsieh Su-wei Elise Mertens                                                        | Miyu Kato Zhang Shuai                                                             | 6-1, 6-3                                                                          | details                                    |